# BMW R1100 S
La BMW R1100S è una motocicletta sportiva prodotta da BMW Motorrad tra il 1998 e il 2005. Introdotta circa 25 anni dopo la R90S, la prima moto sportiva dell'azienda, la R1100S è stata la prima moto BMW dotata di semi-manubri, pedane posteriori e un guscio rimovibile per coprire il sedile del passeggero. Sviluppando quasi 100 CV, al momento della sua introduzione, era il motore boxer più potente mai realizzato da BMW e il primo dotato di cambio a sei velocità.

## Design
Il motore è un classico bicilindrico Boxer BMW con cilindri contrapposti raffreddati ad aria e teste raffreddate ad olio (per questo motivo generalmente denominato oilhead per distinguerlo dalla precedente serie di motori boxer raffreddati ad aria airhead). Il motore di 1.085 cc. è derivato dalla BMW R1100RS, ha 4 valvole per cilindro ed iniezione elettronica di carburante di tipo BOSCH Motronic 2.4 ed è accreditato di una potenza massima di 98 cavalli vapore britannici (73 kW) a 8.400 giri / min.  Al momento della sua introduzione, era il motore boxer più potente mai realizzato da BMW e il primo dotato di cambio a sei velocità. Il motore con distribuzione monoalbero prevede alberi a camme azionati da catene, che azionano le valvole tramite aste corte e bilancieri sdoppiati. I motori prodotti dopo il 2003 erano dotati doppia accensione, con due candele per cilindro. Il cambio compatto a sei marce a rapporti ravvicinati è derivato dalla BMW K1200RS.  Lungi dall'essere un overdrive da turismo, nella marcia più alta sviluppa circa 30 km/h a 1.000 giri/min, che diventano circa 130 km/h a 4.000 giri/min.
Oltre a utilizzare il motore come elemento portante come gli altri modelli della serie R coevi, la R1100S prevede un vero e proprio telaio in alluminio a cui sono fissati gli altri componenti della ciclistica. La sospensione anteriore è il telelever brevettato da BMW, Che consiste in una forcella telescopica con lunghi steli che non prevedono al loro interno né molle né altri elementi ammortizzanti. Questo sistema si propone di ridurre gli effetti del trasferimento di carico e dell'affondamento in frenata: le forze frenanti vengono restituite alla ciclistica tramite un braccio oscillante. Un monoammortizzatore su questo braccio oscillante provvede a molleggio e smorzamento. La sospensione posteriore è il Paralever di BMW, un braccio oscillante unilaterale che include la trasmissione a cardano. Il Paralever è imperniato sul telaio invece che sul cambio come sui precedenti oilhead. "Il risultato è una maggiore rigidità del telaio e una migliore maneggevolezza", le impressioni riportate da un giornalista.
Un telaietto tubolare imbullonato regge la sella unica per pilota e passeggero. La R1100S ha una semi-carenatura molto estesa che avvolge completamente il serbatoio in lega di alluminio. Il parafango anteriore è in parte realizzato in fibra di carbonio. Lo scarico due in uno confluisce in un doppio silenziatore alto, posizionato sotto la seduta del passeggero, richiamando quelli della Ducati 916.  Gli accessori originali disponibili erano manopole riscaldate elettricamente, sistema di valigie rigide Touring, borsa morbida da serbatoio, impianto frenante con ABS e una carenatura per la parte inferiore del motore.
Altre opzioni erano proposte in due pacchetti: Sport (ammortizzatori più alti, cerchio posteriore maggiorato da 5,5" e ammortizzatore di sterzo) e Touring (semi-manubri montati sopra la piastra di sterzo, parabrezza più alto e protettivo, sistema di borse laterali rigide dedicate, le stesse disponibili per i modelli R1100/1150 RS ed RT).
Uno degli accessori disponibili senza sovrapprezzo in fase di ordine era la possibilità di avere blocco motore e cambio verniciati in nero anziché in argento metallizzato.

## Recensioni
La R1100S pesa 27 kg (60 lb) in meno e sviluppa 8 hp (6,0 kW) in più della BMW R1100RS da cui era derivata, ma con 229 kg (505 lb) (peso in ordine di marcia), non può certo essere considerata un peso piuma. Tuttavia, la rivista What Bike? ha dichiarato: "Scarico sotto sella, grande altezza da terra e mancanza di affondamento in frenata permettono a questa BMW  di guadagnare metri in entrata in curva. La velocità al centro delle curve è eccellente; purtroppo in uscita il bicilindrico raffreddato ad aria mostra i propri limiti. Rimanendo sulla strada però la R1100S è un ottimo luogo dove stare ".
Motor Cycle News ( MCN ) ha successivamente provato la R1100S, affermando: "La BMW R1100S sta  iniziando a essere considerata un classico, soprattutto nella versione BoxerCupReplika. L'eleganza, il comfort e la versatilità in stile VFR oltre alla qualità BMW e a tutto il resto, la rendono un tuttofare affascinante e attraente, se non proprio la vera essenza sportiva declinata in chiave BMW ... ".

## Versioni speciali della BMW R1100S

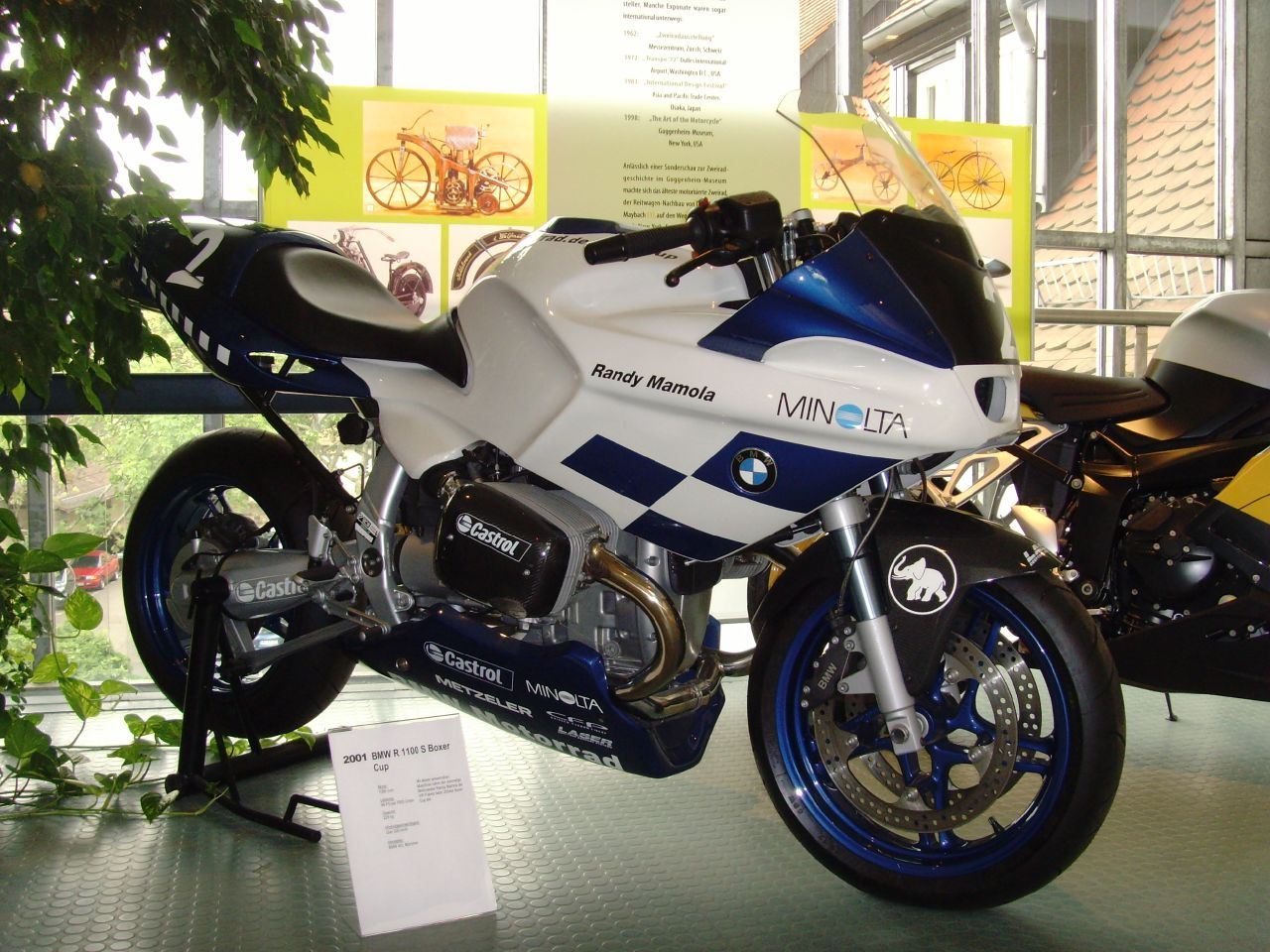
Randy Mamola Replika

Un modello in edizione speciale era la R1100S Sport, che era una R1100S standard dotata di un pacchetto "Sport" opzionale comprendente sospensioni più rigide tramite un monoammortizzatore posteriore più alto, un ammortizzatore di sterzo e una ruota posteriore più ampia e pneumatico. La rivista Bike ha commentato: "La R1100S di base ha un buon rapporto qualità-prezzo, ma non siamo convinti che la versione Sport con specifiche elevate offra alcun reale vantaggio per i motociclisti su strada".
Una versione track-day più costosa della BMW R1100S, la BoxerCup Replika (o "BCR"), era disponibile dal 2003 al 2005. Il BCR aveva doppi scarichi sotto il sedile Laser, tubi dei freni intrecciati, protezioni della testata in fibra di carbonio, un puntale raccogli-olio in fibra di carbonio, sospensioni Öhlins potenziate e un braccio di coppia paralever più corto che sollevava l'estremità posteriore per accelerare lo sterzo e aumentare lo spazio in curva. I modelli successivi BoxerCup e Sport avevano motori nero opaco, con i cilindri e le testate che rimanevano argento.
La sospensione rialzata del BCR ha aumentato lo spazio in curva della testata (rispetto allo standard R1100RS), ma questo ha in qualche modo compromesso la motocicletta per il normale uso cittadino / stradale.
Il BCR è stato fornito con un chip di gestione del motore standard che è stato sostituito con un chip modificato al primo servizio del rivenditore. Nonostante il chip diverso, la Replika non rivendicava più potenza della R1100S standard né della Sport.
La R1100S è stata sostituita nel 2006 dalla R1200S . Il telaio in lega della R1100S è stato sostituito da un traliccio tubolare leggero e quindi, con un motore messo a punto, la R1200S era 13 kg (29 lb) più leggero e il 25% più potente. MCN ha paragonato la R1200S al suo predecessore in questo modo: "Come una motocicletta da pista stravagante, funziona, ma come un completo tuttofare non è all'altezza degli standard fissati dalla R1100S che l'ha preceduta."